# Cameron Dallas
Cameron Alexander Dallas (* 8. září 1994 Los Angeles County) je americký youtuber, herec a model známý především díky aplikaci Vine.

## Kariéra
Svou kariéru započal v září 2012 sdílením videa na mobilní aplikaci Vine. V roce 2014 měl 8,1 milionu sledujících, čímž měl 11. nejsledovanější účet, a 8,53 milionu sledujících na Twitteru. Kromě toho měl přibližně 18 milionů sledujících na Instagramu. V dubnu 2014 oznámil Brian Robbins, výkonný ředitel americké společnosti AwesomenessTV, že Cameron bude hrát hlavní roli ve filmu Expelled, který měl premiéru 12. prosince 2014. V květnu 2015 pro televizi NBC hrál ve dvou epizodách televizního seriálu Americká odysea. Téhož roku se objevil ve filmu The Outfield po boku Nashe Griera a Caroline Sunshine. Film byl vydán 10. listopadu 2015 prostřednictvím videa na vyžádání. V listopadu 2015 vyšlo najevo, že byl obsazen do filmuSousedi 2. Nicméně jeho scény byly vystřiženy. V červnu 2016 oznámil, že bude hrát v nadcházející reality show televize Netflix, Chasing Cameron, která měla premiéru 27. prosince 2016.

## Osobní život
Cameron se narodil v Los Angeles County. Byl vychováván pouze svou matkou ve městě Chino. Má o čtyři roky starší sestru Sierru. O svém etnickém původu napsal, že je z poloviny skotský, z čtvrtiny mexický a z čtvrtiny německý.

## Filmografie

### Film
| Rok  | Film             | Role           | Poznámky    |
| ---- | ---------------- | -------------- | ----------- |
| 2014 | Expelled         | Felix O ' Neil | Hlavní role |
| 2015 | The Frog Kingdom | Freddie        | Dabing      |
| 2015 | The Outfield     | Frankie Payton | Hlavní role |

### Televize
| Rok  | Film            | Role     | Poznámky                              |
| ---- | --------------- | -------- | ------------------------------------- |
| 2015 | AwesomenessTV   | Cameron  | Epizody: "Kanye: What's In My Murse?" |
| 2015 | Americká odysea | Cameron  | Epizody: "Wingman", "Beat Feat"       |
| 2016 | Chasing Cameron | Sám sebe | Originální série Netflix              |

## Kariéra

### Hudba
V roce 2015 vydal svůj první singl s názvem „She Bad“. Poté také spolupracoval s Danielem Skyem na singlu „All I Want“.
| Rok  | Název                                               | Nejvyšší umístění | Nejvyšší umístění | Album |
| Rok  | Název                                               | US                | US Pop            | Album |
| ---- | --------------------------------------------------- | ----------------- | ----------------- | ----- |
| 2015 | "All I Want" (Daniel Skye featuring Cameron Dallas) | —                 | —                 | —     |

## Ocenění
| Rok  | Nominován                | Ocenění                    | Výsledek  |
| ---- | ------------------------ | -------------------------- | --------- |
| 2014 | Teen Choice Awards       | Choice Web Star: Male      | Nominován |
| 2014 | Teen Choice Awards       | Choice Web: Viner          | Vítěz     |
| 2015 | Teen Choice Awards       | Choice Web Star: Muž       | Vítěz     |
| 2015 | Teen Choice Awards       | Choice Web: Viner          | Vítěz     |
| 2016 | People ' s Choice Awards | Favorite Social Media Star | Nominován |
| 2016 | Teen Choice Awards       | Choice Male Hottie         | Nominován |
| 2016 | Teen Choice Awards       | Choice Web Star: Male      | Nominován |
| 2016 | Teen Choice Awards       | Choice Social Media King   | Vítěz     |
| 2016 | Streamy Awards           | Entertainer of the Year    | Nominován |